# Стефанув (Ґарволінський повіт)
Стефанув (пол. Stefanów) — село в Польщі, у гміні Желехув Ґарволінського повіту Мазовецького воєводства.
Населення — 455 осіб (2011).
У 1975-1998 роках село належало до Седлецького воєводства.

## Демографія
Демографічна структура станом на 31 березня 2011 року:
|          | Загалом | Допрацездатний вік | Працездатний вік | Постпрацездатний вік |
| -------- | ------- | ------------------ | ---------------- | -------------------- |
| Чоловіки | 244     | 47                 | 176              | 21                   |
| Жінки    | 211     | 51                 | 119              | 41                   |
| Разом    | 455     | 98                 | 295              | 62                   |